# Комунита але Сорђенти
Комунита але Сорђенти је насеље у Италији у округу Ористано, региону Сардинија.
Према процени из 2011. у насељу је живело 1 становника. Насеље се налази на надморској висини од 597 м.